# Conférence du Caire de 1921
Pour les articles homonymes, voir Conférence du Caire.

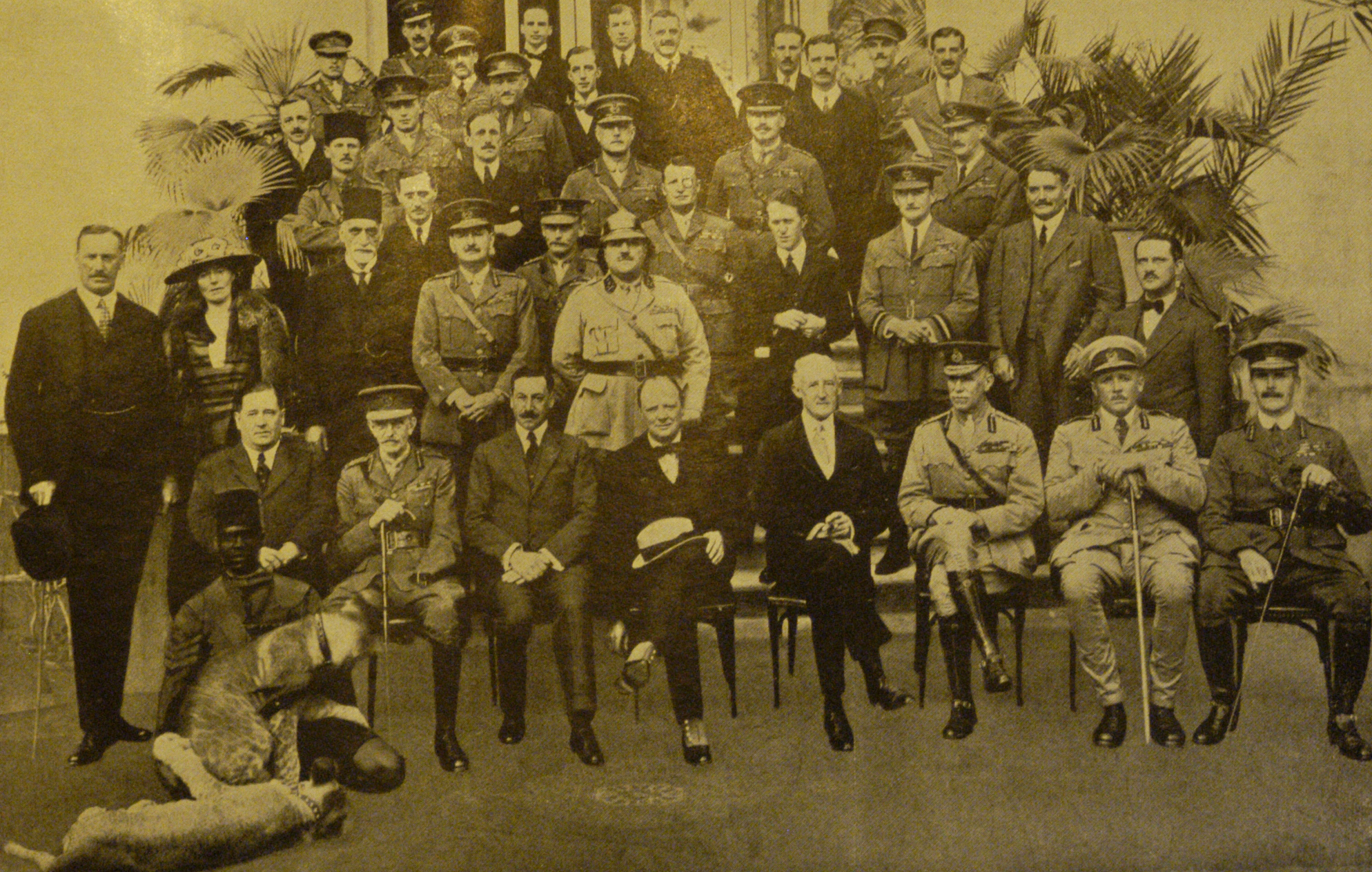
Les Quarante voleurs avec des lionceaux.

La conférence du Caire de 1921, décrite dans les procès-verbaux comme conférence du Moyen-Orient tenue au Caire et à Jérusalem, du 12 au 30 mars 1921, est une série de réunions tenues par des responsables britanniques pour examiner et discuter des problèmes du Moyen-Orient et pour élaborer une politique commune. La conférence secrète d'experts britanniques a créé le plan du contrôle britannique à la fois en Irak et en Transjordanie. En offrant la direction nominale de ces deux régions aux fils du chérif de la Mecque, Churchill estima que l'esprit sinon la lettre réelle des promesses de guerre de la Grande-Bretagne aux Arabes furent remplies.
Les préoccupations particulières de la conférence furent de résoudre les politiques contradictoires définies dans les lettres McMahon (1915), l'accord Sykes-Picot (1916) et la déclaration Balfour (1917). Winston Churchill, le secrétaire colonial nouvellement nommé, appela tous les chefs militaires britanniques et les administrateurs civils du Moyen-Orient à une conférence à l'hôtel Semiramis au Caire pour discuter de ces questions. C'était une conférence expérimentale organisée par le Colonial Office, dans le but de résoudre les problèmes plus efficacement, avec des communications améliorées, sans correspondance prolongée.
Le résultat le plus significatif de la conférence fut la décision de mettre en œuvre la solution chérifienne : Abdullah bin Hussein devait administrer le territoire à l'est du Jourdain, la Transjordanie, et son frère Faisal devait devenir roi d'un royaume d'Irak nouvellement créé ; tous deux devaient continuer à recevoir la direction et le soutien financier de la Grande-Bretagne. D'après les conventions, le Liban et la Syrie devra rester sous contrôle français, la Grande-Bretagne devra maintenir le mandat sur la Palestine et continuer à soutenir l'établissement d'une patrie juive au sein de ce territoire. Husain, le chérif de La Mecque, devra être reconnu comme roi du Hedjaz et Abdul Aziz ibn Saud partit aux commandes du Nejd au cœur du désert d'Arabie.